# Хауме Куельяр
Хауме Альберт Куельяр Мендоса (ісп. Jaume Albert Cuéllar Mendoza; нар. 23 серпня 2001, Ґранульєс) — іспанський і болівійський футболіст, нападник іспанського клубу «Луго» та національної збірної Болівії.

## Клубна кар'єра
Народився 23 серпня 2001 року в каталонському Ґранульєсі у родині болівійців. Починав займатися футболом у команді «Расінг Бланенс», 2012 року перебрався до академії «Барселони», а у 2017 — до системи підготовки гравців італійського СПАЛа.
У дорослому футболі дебютував 2020 року виступами за головну команду СПАЛа, у складі якої виходив на поле у двох іграх Серії A  сезону 2019/20. 
Влітку 2021 року повернувся на батьківщину, ставши гравцем друголігового «Луго». Відіграв за клуб з Луго наступні два сезони своєї ігрової кар'єри. Більшість цього часу був основним гравцем атакувальної ланки команди.
Сезон 2023/24 років провів в оренді у «Барселоні Б», граючи на рівні третього іспанського дивізіону, після чого повернувся до «Луго».

## Виступи за збірні
Прийняв запрошення на рівні збірних захищати кольори своєї історичної батьківщини і 2017 року дебютував у складі юнацької збірної Болівії (U-17), загалом на юнацькому рівні взяв участь у 3 іграх.
2020 року провів одну гру за молодіжну збірну Болівії, а вже наступного року дебютував в офіційних матчах у складі національної збірної країни.
У складі збірної був учасником розіграшу Кубка Америки 2021 року в Бразилії та розіграшу Кубка Америки 2024 року у США, взявши участь в одній грі кожного із цих турнірів.
| Дата      | Місто         | Господарі  | Результат | Гості   | Турнір                       | Голи | Примітки   |
| --------- | ------------- | ---------- | --------- | ------- | ---------------------------- | ---- | ---------- |
| 15-6-2021 | Гоянія        | Парагвай   | 3 – 1     | Болівія | Копа Америка 2021 - 1-й етап | -    | 38', 45+9' |
| 24-3-2022 | Барранкілья   | Колумбія   | 3 – 0     | Болівія | Відбір до ЧС 2022            | -    | 58'        |
| 24-9-2022 | Орлеан        | Болівія    | 0 – 2     | Сенегал | товариський матч             | -    | 63'        |
| 24-3-2023 | Джидда        | Узбекистан | 1 – 0     | Болівія | товариський матч             | -    | 51'        |
| 27-8-2023 | Кочабамба     | Болівія    | 1 – 2     | Панама  | товариський матч             | -    | 63'        |
| 8-9-2023  | Белен         | Бразилія   | 5 – 1     | Болівія | Відбір до ЧС 2026            | -    | 76'        |
| 22-3-2024 | Baraki        | Алжир      | 3 – 2     | Болівія | товариський матч             | -    | 57' 68'    |
| 25-3-2024 | Аннаба        | Болівія    | 1 – 0     | Андорра | товариський матч             | -    | 64'        |
| 12-6-2024 | Честер        | Еквадор    | 3 – 1     | Болівія | товариський матч             | -    | 72'        |
| 27-6-2024 | Іст-Ратерфорд | Уругвай    | 5 – 0     | Болівія | Копа Америка 2024 - 1-й етап | -    | 74'        |
| Усього    |               | Матчів     | 10        |         | Голів                        | 0    |            |